# Andrena taprobana
Andrena taprobana är en biart som beskrevs av Warncke 1975. Andrena taprobana ingår i släktet sandbin, och familjen grävbin. Inga underarter finns listade i Catalogue of Life.